# Chris Hardwick
Christopher Ryan "Chris" Hardwick (Louisville, Kentucky, 23 de novembre de 1971) és un actor còmic estatunidenc.

## Filmografia

### Cinema
| Any  | Títol                                      | Rol                | Notes         |
| ---- | ------------------------------------------ | ------------------ | ------------- |
| 1997 | Courting Courtney                          | Tim                |               |
| 1998 | Win a Date                                 | Evrett             | Curtmetratge  |
| 1998 | Beach House                                | Ross               |               |
| 1998 | Art House                                  | Weston Craig       |               |
| 2000 | Jack & Diane                               | Jack               | Curtmetratge  |
| 2002 | Jane White Is Sick & Twisted               | Burger             |               |
| 2003 | House of 1000 Corpses                      | Jerry Goldsmith    |               |
| 2003 | Terminator 3: La rebel·lió de les màquines | Engineer           |               |
| 2004 | Spectres                                   | Sam Phillips       |               |
| 2004 | Johnson Family Vacation                    | Arson investigator |               |
| 2005 | The Life Coach                             | Milos              |               |
| 2009 | The Mother of Invention                    | Drake Wooderson    |               |
| 2009 | Halloween II                               | David Newman       |               |
| 2010 | Lego: The Adventures of Clutch Powers      | Bones (veu)        | Directe a DVD |
| 2013 | Booker, Catch!                             | Booker             | Curtmetratge  |
| 2016 | Me Him Her                                 | Culk Didip         |               |

### Televisió
| Any           | Títol                                | Rol                               | Notes                                                                 |
| ------------- | ------------------------------------ | --------------------------------- | --------------------------------------------------------------------- |
| 1991          | Thirtysomething                      | Jove                              | Episodi: "Closing the Circle"                                         |
| 1995–1998     | Singled Out                          | Ell mateix (amfitrió)             | 130 episodis                                                          |
| 1996          | Boy Meets World                      | Ell mateix                        | Episodi: "Singled Out"                                                |
| 1996          | Married... with Children             | Dan Inwood                        | Episodi: "Spring Break (Partes 1 & 2)"                                |
| 1996          | MADtv                                | Ell mateix                        | Episodi: "1.16"                                                       |
| 1998–1999     | Guys Like Us                         | Sean Barker                       | 13 episodis                                                           |
| 2001          | The Zeta Project                     | Germà de Ro (veu)                 | Episodi: "Ro's Reunion"                                               |
| 2001–2003     | Shipmates                            | Ell mateix (amfitrió)             |                                                                       |
| 2005          | Zoey 101                             | Garth Berman - Executive Chairman | Episodi: "Spring Fling"                                               |
| 2005–2006     | The X's                              | Glowface (veu)                    | 10 episodis                                                           |
| 2006          | CSI: Crime Scene Investigation       | Mikey Shoemaker                   | Episodi: "Rashomama"                                                  |
| 2007          | WIRED Science                        | Ell mateix (amfitrió)             | 11 episodiss                                                          |
| 2007–2008     | The Batman                           | Green Arrow/Oliver Queen (veu)    | 3 episodis                                                            |
| 2007–2011     | Back at the Barnyard                 | Otis (veu)                        | 67 episodis                                                           |
| 2008          | Comedy Central Presents              | Ell mateix                        | Episodi: "Hard 'n Phirm"                                              |
| 2008          | The Radio Adventures of Dr. Floyd    | Alexander Hamilton                | Episodi: "407"                                                        |
| 2008–2013     | Attack of the Show!                  | Ell mateix (corresponsal)         | 73 episodis                                                           |
| 2009–2011     | Web Soup                             | Ell mateix (amfitrió)             | 53 episodis                                                           |
| 2010          | John Oliver's New York Stand-Up Show | Ell mateix                        | 2 episodis                                                            |
| 2010          | The Benson Interruption              | Ell mateix                        | Episodi: "1.1"                                                        |
| 2010–2011     | McBusters                            | Morgan Spurlock (veu)             | 2 episodis                                                            |
| 2011–2012     | Scooby-Doo! Mystery Incorporated     | Varias voces                      | 2 episodis                                                            |
| 2011–presente | Talking Dead                         | Ell mateix (amfitrió)             |                                                                       |
| 2012          | Avatar, la llegenda de la Korra      | Sokka (veu)                       | Episodi: "Out of the Past"                                            |
| 2012          | Chris Hardwick: Mandroid             | Ell mateix                        | Especial de stand-up                                                  |
| 2012–2013     | The Nerdist                          | Ell mateix (amfitrió)             | 18 episodis                                                           |
| 2013          | Video Game High School               | Anchorman                         | Episodi: "Loopholes"                                                  |
| 2013          | Talking Bad                          | Ell mateix (amfitrió)             | 8 episodis                                                            |
| 2013–2016     | Sanjay and Craig                     | Craig (veu)                       | Protagonista, serie de TV Nickelodeon                                 |
| 2013–presente | @midnight with Chris Hardwick        | Ell mateix (amfitrió)             | También creador, productor ejecutivo, escritor                        |
| 2013–2015     | Comedy Bang! Bang!                   | Ell mateix                        | 3 episodis                                                            |
| 2014          | Garfunkel & Oates                    | Ell mateix                        | Episodi: "Rule 34"                                                    |
| 2014          | Maron                                | Ell mateix                        | Episodi: "Marc on Talking Dead"                                       |
| 2015          | Family Guy                           | Johnny Lawrence (veu)             | Episodi: "Once Bitten"                                                |
| 2016–presente | Talking Saul                         | Ell mateix (amfitrió)             |                                                                       |
| 2016          | Talking Preacher                     | Ell mateix (amfitrió)             |                                                                       |
| 2016          | Critical Role                        | Gern Blanston                     | Episodi: "Cindergrove Revisited"                                      |
| 2016          | Force Grey: Giant Hunters            | Wil Wee-Tawn                      | Sèrie web                                                             |
| 2016          | The Jim Gaffigan Show                | Ell mateix                        | Episodi: "No Good Deed: Part 2"                                       |
| 2016–present  | The Wall                             | Ell mateix (amfitrió)             | També productor executiu                                              |
| 2017          | Bunsen is a Beast                    | Officer Steve Stevenson (voice)   | Episodi: "Fright at the Museum"                                       |
| 2017          | Robot Chicken                        | Ell mateix (veu)                  | Episodi: "The Robot Chicken Walking Dead Special: Look Who's Walking" |
| 2017–2017     | Talking with Chris Hardwick          | Ell mateix (amfitrió)             | 15 episodis                                                           |
| 2017–2018     | America's Got Talent                 | Ell mateix                        | 2 episodis                                                            |
| 2019          | Whose Line Is It Anyway?             | Ell mateix                        | Estrena de temporada                                                  |